# Дахук (мухафаза)
Даху́к (также Дахо́к; курд. دھۆک, араб. دهوك‎, арам. ܢܘܗܕܪܐ) — одна из провинций Региона Курдистан, автономной республики в составе Республики Ирак. Находится у турецкой границы и управляется местной администрацией. 
Административный центр — город Дахук. Другие города — Заху, Сумайиль, Дералок.

## Округа
- Амадия
- Дахук
- Сумайиль
- Заху